# Шеварднадзе Дмитро Іраклійович
Дмитро Шевардна́дзе (груз. დიმიტრი შევარდნაძე; 1885–1937) — грузинський художник, художник театру і кіно, громадський діяч, засновник Національної художньої галереї. Він наполегливо працював над створенням Державного художнього музею та Академії мистецтв у Тбілісі. Репресований 1937 року.
Його дружиною була художниця Кетеван Магалашвілі. Дмитро Шеварднадзе — двоюрідний дід президента Грузії Едуарда Шеварднадзе.

## Біографія
Народився в родині вчителя в селі Бахві в Гурії. Після закінчення Кутаїського реального училища в 1906 році він виїхав за кордон, щоб здобути вищу освіту.
Деякий час жив із братом у Цюриху. З 1907 по 1912 роки навчався в Мюнхенській академії мистецтв у класі професора Отто Цайца. Призначеної стипендії йому не хватало, щоб покрити витрати на оренду студії, натурщиць, фарби та інше, тому він підробляв фотографом. Працював над іконостасом церкви в Чиатурі, крім того, малював карикатури для грузинського гумористичного журналу «Багаг і Саламур». У 1912 році закінчив Академію витончених мистецтв. У 1916 році повернувся до Грузії.
Був ініціатором або учасником багатьох культурних заходів у Грузії. Під його керівництвом у 1916 році засновано Товариство грузинських художників, яке було першою професійною організацією художників Грузії. Товариство присудило стипендії молодим грузинським художникам: Ладо Гудіашвілі, Шалві Кікодзе, Олені Ахвледіані, Давиду Какабадзе та іншим. Брав активну участь у діяльності Грузинського історико-етнографічного товариства (дійсним членом якого був одноголосно обраний у 1911 році). Брав участь у збиранні творів грузинських художників, серед них Ніко Піросмані. Створив герб Тбіліського державного університету.
Під керівництвом Шеварднадзе в 1916 році була організована експедиція в село Набахтеві для зібрання розписів місцевої церкви Божої Матері, де збереглися фрески початку XV століття (1412—1431) із сімейними портретами Аміраджібів. З його ініціативи стало традицією зберігати копії фресок у грузинських музеях. Пізніше, в 1935 році, за його ініціативою разом з художником-реставратором Шалвою Абрамішвілі він вилучив частину фрески, яка була приречена на загибель, і передав її в Грузинський художній музей.
У 1917 році був ініціатором експедиції на Південну Грузію під керівництвом Еквтиме Такаїшвілі. У 1920 році за його ініціативою була створена Національна картинна галерея. Він збирав картини по всій Грузії, деякі з них подарували, деякі він купив за власні кошти й подарував галереї. Шеварднадзе зібрав багато чудових зразків тбіліського, перського та західного живопису 19 століття. Він покинув свою квартиру й оселився в підвалі галереї. Свою квартиру віддав художниці Кетеван Магалашвілі. Вони познайомилися в 1919 році.
У зв'язку з розширенням колекції довелося перенести музей. За ініціативою Шеварднадзе в 1933 році Грузинський художній музей був перенесений до в'язниці Метехі, а саму в'язницю перенесли в Ортачалу, один з районів старого Тбілісі. У зв'язку з цим у листопаді 1933 року відбувся урочистий мітинг. На мітингу колишній комендант тюрми Метехі передав ключі від в'язниці новому директору Метехі Дмитру Шеварднадзе. «Ми повинні перетворити цю фортецю на новий Лувр», — сказав Шеварднадзе.
У 1920-х роках обраний головою Комітету охорони пам'яток культури. Він також створив ескізи поштових марок і банкнот Демократичної Республіки Грузія.

### Репресії і смерть
У 1937 році виступив проти планів Лаврентія Берії, який на той час був секретарем ЦК КП(б) Грузії, щодо знесення церкви Успіння в Метехі. Отримав від Берії пропозицію стати директором музею, в якому знаходилася масштабна копія церкви, в обмін на відмову від виступів проти її зносу, але не прийняв його. Незабаром був заарештований і 13 вересня 1937 розстріляний, проте церква так і не була знесена. Архів Шеварднадзе зуміли врятувати його дружина Кетеван Магалашвілі та двоюрідна сестра Кетеван Челідзе.

## Творчість
Автор живописно-графічних портретів, серед яких виділяється: «Автопортрет» (1910), «Натюрморт з трояндами» (1913), «Жінка, що шиє біля вікна» (1913), «Старий в профіль» (1914), «Учитель математики» (1918).
Шеварднадзе був одним із піонерів грузинського театрального та кіномалярства. Йому належать декорації та костюми до опери Закарії Паліашвілі «Авесалом і Ефір» (1924, реж. Коте Марджанішвілі), опери Баланчівадзе «Тамар Цбієрі» (1926), ескізи костюмів до опери Аракішвілі «Легенда про Шота Руставелі» (1919), ескізи костюмів і манекенів першої грузинської пантоміми (Т. Вахвахішвілі «Мзетам», 1929). Шеварднадзе був режисером першого грузинського художнього фільму — «Крістіна» (1916), а також фільмів: «Хто винен?» (1925), «Елісо» (1928), «Повстання в Гурії» (1929).

## Галерея

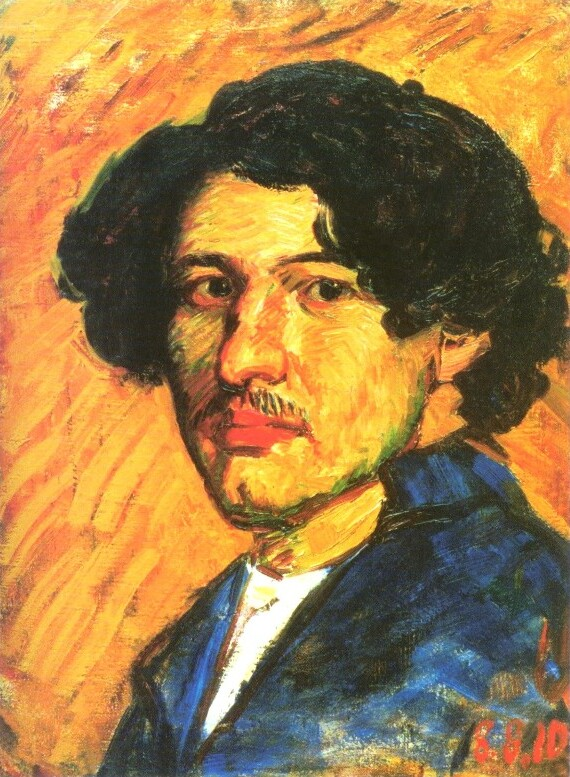
Автопортрет
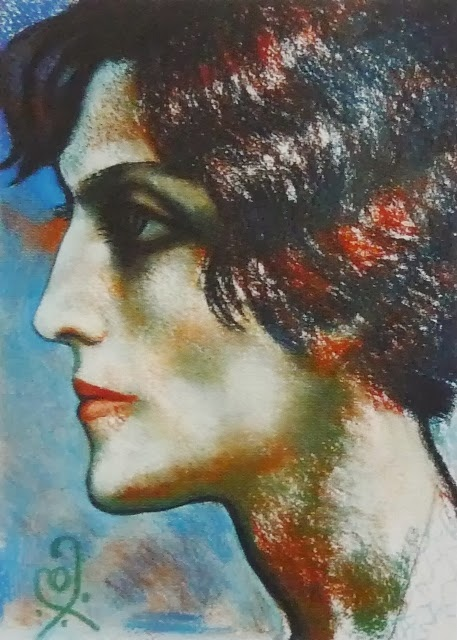
Портрет жінки
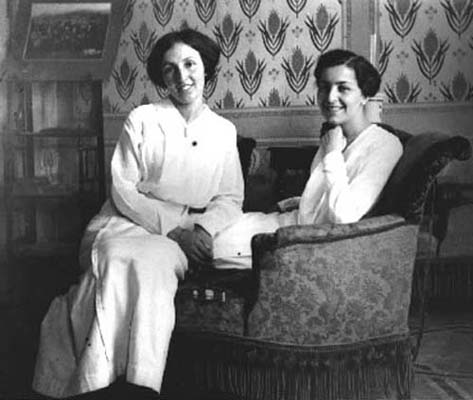
1920-ті роки, фото Шеварднадзе
Герб Тбіліського державного університету
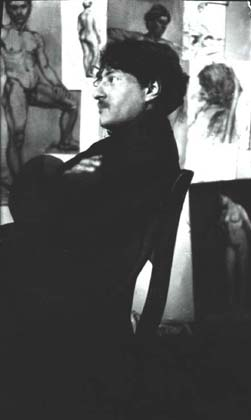
Дмитро Шеварднадзе в Мюнхені, 1907-1914
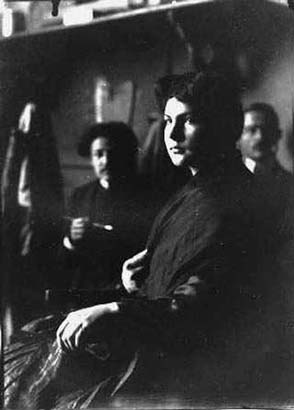
Дмитро Шеварднадзе на сесії живопису в Мюнхені, 1907-1914
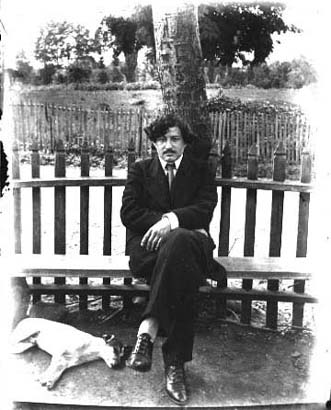
Дмитро Шеварднадзе в 1920-х роках
Дмитро Шеварднадзе (праворуч) з Олександром Цуцунавою і Кетеван Магалашвілі в 1930 році